# ریزمقیاس‌نمایی
در مطالعهٔ تغییر اقلیم، ریزمقیاس‌نمایی، فرایند حرکت از پیش‌بینی‌کننده‌های بزرگ‌مقیاس به پیش‌بینی‌شونده‌ها در مقیاس محلی گفته می‌شود.
هر مدل اقلیمی تلاش می‌کند تا فرایندهایی که روی اقلیم تأثیر می‌گذارند را شبیه‌سازی کرده و براساس آن اقلیم را برای سال‌های آینده پیش‌بینی کند. چون پیش‌بینی وضعیت اقلیم آینده تحت تأثیر پدیدهٔ تغییر اقلیم به‌طور قطعی ممکن نیست، راه‌حل جایگزین مشخص کردن امکان‌های رخداد گوناگون برای آن است که سناریو اقلیمی نامیده می‌شود. در حال حاضر، معتبرترین ابزار جهت تولید این سناریوها "مدل‌های چرخش عمومی" (GCM) و "مدل های گردش عمومی اتمسفری-اقیانوسی" (AOGCM) می‌باشند. 
مدل‌های چرخش عمومی مدل‌های سه‌بعدی هستند که با استفاده از سناریوهای انتشار می توانند آثار انتشار گازهای گلخانه‌ای بر اقلیم فعلی و آینده کرهٔ زمین را بر اساس سنارویو های محتمل در انتشار گازهای گلخانه ای پیش‌بینی کنند . با این حال، یکی از محدودیت‌های اصلی در استفاده از خروجی‌های اقلیمی مدل‌های چرخهٔ عمومی (GCM) و "مدل های گردش عمومی اتمسفری-اقیانوسی" (AOGCM) این است که دقت تجزیهٔ مکانی و زمانی آنها با دقت موردنیاز مدل‌های منطقه‌ای و هیدرولوژیکی مطابقت ندارد. دقت مکانیِ این مدل‌ها در حدود ۲۰۰ کیلومتر است، که این دقت به‌ویژه برای بررسی مناطق کوهستانی و پارامترهای اقلیمی نظیر بارش و دما مناسب نیست. تکنیک‌های کوچک مقیاس‌نمایی، اطلاعاتی دربارهٔ حوضهٔ آبریزی با مقیاس کوچک‌تر در اختیار ما قرار می‌دهد. 

### ریز مقیاس سازی تناسبی
يكي از محدوديتهاي اصلی در استفاده از خروجي GCM و AOGCM ها، بزرگ‌مقیاس بودن سلول های محاسباتي آن‌ها است که ممکن است به ‌لحاظ مكاني و زماني با دقت موردنیاز مدل مورد نظر مطابقت نداشته باشد. روش‌هاي مختلفي جهت توليد سناريوهاي اقليمي منطقه‌اي از سناريوهاي اقليمي مدل‌هاي GCM و AOGCM وجود دارند كه به اين روش‌ها کوچک‌مقیاس كردن گفته مي‌شود . روش تناسبی یکی از ساده ترین روش ها در برگرداندن داده های بزرگ‌مقیاس است. در ریز مقیاس سازی تناسبی، متغیرهای اقلیمی شبیه‌سازی‌شده توسط AOGCM از اطلاعات مربوط به سلولی که منطقه مورد مطالعه در آن قرار دارد، گرفته بدست می آید. سپس اختلاف بین داده های دوره پایه و آتی AOGCM با روش عامل تغییر به مقادیر مشاهداتی اضافه یا ضرب می شود .   